# Кеневич, Ян
Ян Кеневич (пол. Jan Kieniewicz; 7 августа 1938, Варшава — 27 мая 2024) — польский историк, университетский преподаватель и дипломат, профессор гуманитарных наук, посол Республики Польша в Испании (1990—1994).

## Биография
В 1960 году окончил исторический факультет Варшавского университета. В 1966 году получил докторскую степень в том же университете, а в 1974 году — степень хабилитированного доктора. В 1983 году получил звание профессора в области гуманитарных наук.
С 1960 года был сотрудником Варшавского университета, где в 1999 году стал ординарного профессором. Кеневич был связан с историческим факультетом этого университета. Он занимал должности заведующего кафедрой иберистики (1975—1981) и заместителя директора Исторического института Варшавского университета (1981—1988). С 1990 по 1994 год занимал пост посла Республики Польша в Испании. В 1996—2008 годах он был заместителем директора Института междисциплинарных исследований Artes Liberales. Выйдя на пенсию, он остался преподавателем факультета «Artes Liberales» Варшавского университета.
В своих научных работах Ян Кеневич занимался историей Индии и экспансии, предшествовавшей колонизации, историей Испании в новое и новейшее время, историей Польши и Европы. Был членом жюри Collegium Invisibile и премии Клио.
Кеневич был членом профсоюза «Солидарность» (1980—1990), Sociedad de Estudios Internacionales, Польской ассоциации испанистов, Польского исторического общества.
Ян Кеневич был сыном профессора Стефана Кеневича и братом картографа и священника Антония Кеневича. Жил в Зацише в Варшаве. Похоронен на Брудновском кладбище в Варшаве (участок 13А/5/5).

## Награды
- Золотой Крест Заслуги (1981)[4]
- Большой крест ордена Изабеллы Католической (1994)[8]
- Рыцарский крест ордена Возрождения Польши (2005)[9]
- Офицерский крест ордена Возрождения Польши (2013)[10]

## Публикации
- Portugalczycy w Azji: XV—XX wiek (1976)
- Od Bengalu do Bangladeszu (1976)
- Historia Indii (1980)
- Od ekspansji do dominacji. Próba teorii kolonializmu (1986)
- Spotkania Wschodu (1999)
- Historia Polski (1986, в соавторстве с Ежи Хольцером[араб. егип.] и Михалом Тымовским[англ.])
  - Тымовский М., Кеневич Я., Хольцер Е. История Польши. / [Пер.: В. Н. Ковалев, М. А. Корзо, М. В. Лескинен]. — М. : Весь Мир, 2004. — 542 с. : ил., к., портр. — (Национальная история) — ISBN 5-7777-0294-5
- Historia Europy (1998, в соавторстве)
- Wprowadzenie do historii cywilizacji Wschodu i Zachodu (2003)
- Cmentarz Bródnowski (2007, редактирование и научная подготовка)
- Wyraz na ustach zapomniany (2013)